# Kanton Villefranche-sur-Mer
Der Kanton Villefranche-sur-Mer war bis 2015 ein französischer Wahlkreis im Arrondissement Nizza, im Alpes-Maritimes und in der Region Provence-Alpes-Côte d’Azur. Hauptort (frz.: chef-lieu) war Villefranche-sur-Mer.
Der Kanton war 27,24 km² groß und hatte 21.551 Einwohner (Stand 2012).

## Gemeinden
| Gemeinde              | Einwohner (Stand: 2022) | Code postal | Code Insee |
| --------------------- | ----------------------- | ----------- | ---------- |
| Beaulieu-sur-Mer      | 3835                    | 06310       | 06011      |
| Cap-d’Ail             | 4491                    | 06320       | 06032      |
| Èze                   | 2155                    | 06360       | 06059      |
| Saint-Jean-Cap-Ferrat | 1476                    | 06230       | 06121      |
| La Turbie             | 3012                    | 06320       | 06150      |
| Villefranche-sur-Mer  | 5012                    | 06230       | 06159      |